# Jenot (samochód)
Jenot – prototypowy polski pojazd opancerzony. Konstrukcja oparta na podwoziu Honkera. Przeznaczony miał być do prowadzenia zadań patrolowo-rozpoznawczych, łączności lub dowodzenia. Po raz pierwszy zaprezentowany na targach MSPO w roku 2005.
Pojazd Jenot pozwala na przewiezienie 6 osób lub 900 kg ładunku. Jako napęd miała służyć jedna z trzech jednostek wysokoprężnych produkcji Andoria Mot: silnik 4CT-90 o pojemności skokowej 2417 cm3 i mocy 102 KM przy maksymalnym momencie obrotowym 205 Nm, silnik o pojemności skokowej 2800 cm3 o mocy maksymalnej 125 KM  przy momencie obrotowym 290 Nm albo silnik o takiej samej pojemności, ale większej mocy (146 KM) przy maksymalnym momencie obrotowym wynoszącym 320 Nm. Wszystkie wymienione jednostki są 4 cylindrowe oraz posiadające 8 zaworów. Średnie zużycie paliwa wynosiło ok. 15 l / 100 km.
Pojazd posiada właz dachowy otwierany od wewnątrz, który może służyć za wyjście ewakuacyjne. Uzbrojenie miał stanowić karabin maszynowy kal. 7,62 mm. Producent przewidział możliwość zainstalowania wyrzutni granatów dymnych.